# Molnupiravir
Molnupiravir, vândut sub numele de marcă Lagevrio, este un medicament antiviral care inhibă replicarea anumitor viruși ARN și este utilizat pentru a trata COVID-19 la cei infectați cu virusul SARS-CoV-2.
Marea Britanie a fost prima țară din lume care a autorizat Molnupiravir, în noiembrie 2021, primul medicament creat 100% pentru tratarea COVID-19. Molnupiravir se află în acest moment în procedură de autorizare de urgență la Agenția pentru Alimente și Medicamente din Statele Unite (FDA) și Agenția Europeană a Medicamentului (EMA).
Grupul farmaceutic american Merck a anunțat la 25 noiembrie 2021 un acord care ar putea să permită difuzarea pe scară largă în țările sărace a unor versiuni generice ale pastilei sale anti-COVID-19.